# Graz Giants 1987
Questa voce raccoglie le informazioni riguardanti i Graz Giants nelle competizioni ufficiali della stagione 1987.
I dati sono noti in modo frammentario.

## Austrian Football League 1987

### Stagione regolare
| 1987 | Graz Giants | v – p | Salzburg Lions |  |

| 1987 | Salzburg Lions | p – v | Graz Giants |  |

| 1987 | Innsbruck Eagles | p – v | Graz Giants |  |

| 1987 | Graz Giants | v – p | Innsbruck Eagles |  |

| 1987 | Graz Giants | v – p | Montfort Hawks |  |

| 1987 | Graz Giants | ? – ? | Vienna Ramblocks |  |

| 1987 | Graz Giants | v – p | Linz Rhinos |  |

| 1987 | Montfort Hawks | p – v | Graz Giants |  |

| 1987 | Vienna Ramblocks | ? – ? | Graz Giants |  |

| 1987 | Linz Rhinos | p – v | Graz Giants |  |

### Playoff
| 1987 Semifinale | Graz Giants | 33 – 7 | Linz Rhinos |  |

| Vienna 5 luglio 1987 Austrian Bowl | Graz Giants | 20 – 0 | Salzburg Lions | Schmelz Sportzentrum |

## Statistiche di squadra
| Competizione      | %Vittorie | In casa | In casa | In casa | In casa | In casa | In casa | In trasferta | In trasferta | In trasferta | In trasferta | In trasferta | In trasferta | Totale | Totale | Totale | Totale | Totale | Totale |
| Competizione      | %Vittorie | G       | V       | N       | P       | Pf      | Ps      | G            | V            | N            | P            | Pf           | Ps           | G      | V      | N      | P      | Pf     | Ps     |
| ----------------- | --------- | ------- | ------- | ------- | ------- | ------- | ------- | ------------ | ------------ | ------------ | ------------ | ------------ | ------------ | ------ | ------ | ------ | ------ | ------ | ------ |
| Stagione regolare | .900      | 5       | ?       | ?       | ?       | ?       | ?       | 5            | ?            | ?            | ?            | ?            | ?            | 10     | 9      | 0      | 1      | ?      | ?      |
| Playoff           | 1.000     | 2       | 2       | 0       | 0       | 53      | 7       | 0            | 0            | 0            | 0            | 0            | 0            | 2      | 2      | 0      | 0      | 53     | 7      |
| Totale            | .917      | 7       | 2+?     | 0+?     | 0+?     | 53+?    | 7+?     | 5            | ?            | ?            | ?            | ?            | ?            | 12     | 11     | 0      | 1      | 53+?   | 7+?    |